# Ostracion whitleyi
Ostracion whitleyi là một loài cá biển thuộc chi Ostracion trong họ Cá nóc hòm. Loài này được mô tả lần đầu tiên vào năm 1931.

## Từ nguyên
Từ định danh được đặt theo tên của Gilbert Percy Whitley, nhà ngư học người Úc, người đã chỉ ra rằng danh pháp ban đầu của loài cá này, O. ornatus Hollard, 1856, vốn đã đặt trước đó cho loài Aracana ornata (Gray, 1838).

## Phân bố
O. whitleyi hiện được ghi nhận từ đảo Johnston và quần đảo Hawaii trải dài về phía nam đến quần đảo Marquises, quần đảo Société và Tuamotu. Độ sâu tìm thấy chúng trong khoảng từ 3 đến ít nhất là 27 m.

## Mô tả
Chiều dài cơ thể lớn nhất được ghi nhận ở O. whitleyi là 16 cm. Cá cái màu nâu vàng với một dải trắng rộng dọc hai bên lườn, lốm đốm các chấm trắng khắp vùng thân còn lại. Cá đực màu xanh xám sẫm, phần đỉnh đầu dọc lưng phủ đầy chấm trắng, phần thân còn lại không có đốm nhưng có các vệt sọc trắng viền đen dày.

## Thương mại
O. whitleyi được đánh bắt trong ngành thương mại cá cảnh.